# Gomphurus externus
Gomphurus externus är en trollsländeart som först beskrevs av Hagen in Selys 1858.  Gomphurus externus ingår i släktet Gomphurus och familjen flodtrollsländor. Inga underarter finns listade i Catalogue of Life.